# YoungBoy Never Broke Again
Kentrell DeSean Gaulden (* 20. října 1999 Baton Rouge, Louisiana), spíše známý pod svým pseudonymem YoungBoy Never Broke Again (také NBA YoungBoy a YoungBoy), je americký rapper, zpěvák a textař. Proslavily ho singly „No Smoke“ a „Outside Today“. Druhý jmenovaný pochází z jeho debutového platinového alba Until Death Call My Name (2018). Dále vydal sérii úspěšných mixtapů A.I. YoungBoy (2017), Realer (2018), AI YoungBoy 2 (2019), Still Flexin, Still Steppin (2020) a 38 Baby 2 (2020).

## Mládí
Kentrell DeSean Gaulden se narodil v roce 1999 ve městě Baton Rouge ve státě Louisiana. V dětství byl jeho otec odsouzen na 55 let odnětí svobody, byl proto vychováván zejména svou babičkou. V deváté třídě byl vyhozen ze školy a brzy poté byl za krádež poslán do diagnostického ústavu. Právě tam začal psát texty pro svůj první hudební projekt. Brzy po propuštění z ústavu zemřela jeho babička, která se o něj starala, a proto se sestěhoval s dalším začínajícím rapperem NBA 3Three a společně dál činili drobné zločiny, aby získali peníze na pronájem hudebního studia.

## Kariéra

### Počátky (2015–2017)
Svůj první mixtape Life Before Fame vydal v roce 2015. A velmi rychle následovaly Mind of a Menace, Mind of a Menace 2 a Before I Go. V roce 2016 pokračoval s mixtapy 38 Baby a Mind of a Menace 3. V prosinci 2016 ho policisté zatkli ve městě Austin v Texasu jako podezřelého z vraždy. Zatímco byl ve vazbě ve vězení East Baton Rouge Parish v Louisianě, vydal další mixtapy Before I Go: Reloaded a Mind of a Menace 3: Reloaded. Z vazby byl podmínečně propuštěn v květnu 2017 poté, co přijal dohodu o vině a trestu a složil kauci.

### A.I. YoungBoy a Until Death Call My Name (2017–2018)
Týden pro propuštění vydal singl „Untouchable“, který se jako jeho první umístil v žebříčku Billboard Hot 100, konkrétně na 95. příčce a od té doby se stal platinovým. V červenci vydal videoklip k písni „41“, ve kterém se objevili známí rappeři Meek Mill, Young Thug, 21 Savage, Boosie Badazz a Yo Gotti. V srpnu vydal mixtape A.I. YoungBoy, který se umístil na 24. příčce žebříčku Billboard 200 a získal zlatou certifikaci. Jako druhý singl vydal průlomovou píseň „No Smoke“ (61. příčka, 2× platinový singl). Poté se vydal na turné.
Ihned po úspěchu mixtape A.I. YoungBoy získal joint venture smlouvu s Atlantic Records. Na začátku roku 2018 oznámil, že nahrává debutové album Until Death Call My Name. Ještě v lednu vydal vedoucí singl z alba „Outside Today“ (31. příčka, 2× platinový). V únoru 2018 byl ale zatčen za napadení. Z vězení byl propuštěn v březnu po složení kauce. Na konci dubna vyšel jeho debut Until Death Call My Name. Umístilo se na 7. příčce žebříčku Billboard 200 a stalo se platinovým. Z alba dále vyšly singly „Diamond Teeth Samurai“ (59. příčka) a „Genie“. V žebříčku Billboard Hot 100 se umístily i písně „Overdose“ (42. příčka, platinová certifikace) a „Preach“ (98. příčka, zlatá), ale nešlo o singly.
Hudbu dál produkoval i po vydání debutu. V květnu tak vyšel mixtape Master The Day Of Judgement a v létě 2018 čtyři EP 4Respect, 4Freedom, 4Loyalty a 4WhatImportant. V září vydal další mixtape Decided (41. příčka v Billboard 200). V závěru plodného roku vydal mixtape Realer (15. příčka, platinový).

### AI YoungBoy 2, Top, Sincerely, Kentrell (2019–2021)
V lednu 2019 byl na americkém seznamu Top Music Artists platformy YouTube, kde strávil 101 týdnů, čímž byl nejvíce sledovaným hudebním umělcem. Podle žebříčku Billboard byl také v téže době devátým nejprodávanějším zpěvákem. V roce 2019 se připletl do přestřelky, která vyústila v zabití, a byl odsouzen za porušení podmínky na 3 měsíce do vězení. Po propuštění mu byla vyměřena čtrnáctiměsíční podmínka, která stanovila, že nesmí opustit svůj domov. V prosinci 2019 soudce ukončil jeho dřívější podmínku z případu obvinění z vraždy.
V říjnu 2019 vydal mixtape AI YoungBoy 2, který debutoval na první příčce žebříčku Billboard 200 se 110 000 prodanými kusy (po započítání streamů) v první týden prodeje. Z mixtape pochází singly „Self Control“ (50. příčka) a „Make No Sense“ (57. příčka). V roce 2019 také nahrál společný singl s rapperem Juice Wrldem „Bandit“ (10. příčka, zlatý singl).
V únoru 2020 navázal na úspěch mixtapy Still Flexin, Still Steppin (2. příčka v Billboard 200) a 38 Baby 2 (1. příčka). Z prvního jmenovaného uspělo osm písní, nejlépe se v žebříčku Billboard Hot 100 umístily „Lil Top“ (28. příčka) a „Red Eye“ (47. příčka). Druhý jmenovaný mixtape debutoval na vrcholu hitparády Billboard 200 s 67 000 prodanými kusy (po započítání streamů) v prvním týdnu prodeje. S půl ročním rozestupem tak vydal dvě alba, která skončila na vrcholu žebříčku prodejnosti.
V září 2020 vydal své druhé studiové album Top. Debutovalo na 1. příčce žebříčku Billboard 200 se 126 000 prodanými kusy (po započítání streamů) v prvním týdnu prodeje v USA. Z alba pochází úspěšné singly „All In“ (67. příčka) a „Kacey Talk“ (50. příčka). V listopadu následovalo vydání mixtape Until I Return, šlo už o jeho čtvrtý vydaný projekt v roce 2020. Mixtape debutoval na 10. příčce žebříčku Billboard 200. O pár dní později vydal společný projekt s rapperem Rich the Kid nazvaný Nobody Safe. Ten debutovalo na 43. příčce.
Zatímco byl stále ve vazbě vyšlo na konci září 2021 jeho třetí album Sincerely, Kentrell. Album se obešlo bez hostů. Provázely ho singly „White Teeth“ (78. příčka), „Nevada“ (58. příčka), „Life Support“ (48. příčka) a „On My Side“ (37. příčka). Většina z nich se ale do žebříčku dostala až po vydání alba. Album debutovalo na první příčce žebříčku Billboard 200, jako jeho již čtvrté za poslední tři roky. Spolu s Taylor Swift byl jediným hudebním umělcem, který měl v každém z let 2019, 2020 a 2021 number-one album. Současně byl teprve třetím rapperem, který dokázal obsadit nejvyšší příčku žebříčku prodejnosti alb zatímco byl uvězněn (před ním to dokázali 2Pac a Lil Wayne). Po vydání se v žebříčku umístilo dalších jedenáct písní z alba, nejlépe skladba „Bad Morning“ (28. příčka).

### Colors, Better than You, The Last Slimeto (2022)
V lednu 2022 mu vyšel mixtape Colors, který debutoval na 2. příčce žebříčku Billboard 200 s 80 000 prodanými kusy (po započítání streamů) v prvním týdnu prodeje v USA. Šlo již o jeho osmý projekt, který se umístil v Top 10 žebříčku Billboard 200. Z mixtape uspěly singly „Bring the Hook“ a „Flossin'“ (s Internet Money). V březnu vydal společný mixtape s rapperem DaBaby nazvaný Better than You.
V březnu 2022 zveřejnila společnost Spotify data za první tři měsíce roku, přičemž YoungBoy NBA byl s 1,3 mld. streamů v USA druhým nejstreamovaněšjím interpretem (po Drakeovi).
V dubnu roku 2022 vyšel projekt The Last Slimeto Sampler, který slouží jako ochutnávka plného alba The Last Slimet. To by mělo být vydáno 5. srpna 2022. Půjde o jeho poslední album pod Atlantic Records. The Last Slimeto Sampler obsahuje jedenáct písní, z nichž byly čtyři již dříve zveřejněny. Šlo například o singly „I Hate YoungBoy“ (79. příčka) nebo „4KT Baby“ (96. příčka).
V květnu 2022 společnost RIAA uvedla, že YoungBoy NBA ve svých 22 letech zaznamenal svou stou zlatou nebo platinovou certifikaci. Brzy poté DJ Akademiks tvrdil, že YoungBoy NBA odmítl prodloužení smlouvy u Atlantic Records v hodnotě 25 milionů dolarů. V říjnu 2022 bylo oznámeno, že podepsal smlouvu s nahrávací společností Motown Records. V říjnu 2022 vydal dva mixtapy 3800 Degrees a Ma' I Got a Family. V listopadu vyšel ještě společný mixtape 3860 (s Quando Rondo).

### I Rest My Case a Don't Try This at Home (2023)
V lednu 2023 vydal své první album u Motown Records, které nazval I Rest My Case. Debutovalo na 9. příčce žebříčku Billboard 200. Vzápětí v dubnu 2023 vyšlo jeho šesté album pojmenované Don't Try This at Home, které debutovalo na 5. příčce žebříčku. Z alba pochází singl „WTF“ (s Nicki Minaj) (99. příčka). Do žebříčku se ještě vešla píseň „Big Truck“ (100. příčka). V květnu 2023 vyšel jeho dvacátý mixtape Richest Opp, který debutoval na 4. příčce žebříčku prodejnosti alb. Z projektu se tři písně umístily v žebříčcích, ačkoliv nešlo o singly: „Bitch Let's Do It“ (62. příčka), „Fuck the Industry Pt. 2“ (87. příčka) a „I Heard“ (98. příčka).

## Problémy se zákonem
V listopadu 2016 ho jednotky USMS zatkly před koncertem v Austinu, v Texasu. Byl obviněn z dvojnásobného pokusu o vraždu, který se měl odehrát během přestřelky. Od prosince 2016 do srpna 2017 byl ve vazbě. U soudu uznal vinu a byl podmíněně odsouzen k 10 letům odnětí svobody s tříletou zkušební dobou.
V únoru 2018 byl zatčen v Tallahassee a obviněn z napadení, které se odehrálo v hotelu, ve kterém zrovna byl ubytován. V půlce března byl propuštěn z vazby na kauci ve výši 75 000 dolarů.
V roce 2019 se on a jeho přítelkyně připletli k přestřelce v Miami, během které zemřela jedna osoba. Po jeho zatčení u něj byly nalezeny palné zbraně a byl poslán na tři měsíce do vězení. Následně mu byla vyměřena dvouletá podmínka.
V září 2020 byl mezi šestnácti zadrženými osobami v Baton Rouge, kteří byli po anonymním tipu zatčeni a obviněni z držení a distribuce drog a nelegálního držení zbraní. Byli zadrženi během natáčení videoklipu. Policie našla drogy, zbraně včetně pušek a velké obnosy peněz v hotovosti. Byl propuštěn na podmínku, jejímž pravidlem bylo také pravidelné podstupování testů na drogy. V březnu 2021 však jeden termín vynechal, po čemž následovalo jeho zatčení. Během něho se ovšem policistům nejdříve pokusil ujet a poté i utéct. Od té doby byl ve vazbě a soudce mu dlouho odmítal umožnit propuštění na kauci. Nakonec byl v říjnu 2021 podmínečně propuštěn do domácího vězení, a to za podmínek složení kauce 500 000 dolarů v hotovosti a nonstop nošení kotníkového GPS sledovacího zařízení. V roce 2022 ho velká porota shledala nevinným v hromadném federálním případu nelegálního držení zbraní. Jelikož ale čelí ještě samostatnému obvinění z nelegálního držení zbraně, zůstává v domácím vězení.
V dubnu 2024 byl zadržen FBI společně s Tajnou službou v jeho domě v Utahu za podvody identity, falšování a padělání předpisů. Má být obviněn z 63 zločinů, svou vinu však popírá. V květnu mu soud umožnil propuštění na kauci ve výši sta tisíc dolarů.
V září 2024 byl v dřívějším případu z Baton Rouge odsouzen k 27 měsícům odnětí svobody, pětileté podmínce a pokutě ve výši 200 tisíc dolarů.
V květnu 2025 mu prezident Donald Trump udělil milost.

## Osobní život
Gaulden byl již ve svých 21 letech sedminásobným otcem; má pět synů a dvě dcery, a to se šesti ženami. Sedmé dítě mu v lednu 2021 porodila tehdy dvacetiletá Iyanna „Yaya“ Mayweather, dcera boxera Floyda Mayweathera. S Iyannou Mayweather se začal stýkat v roce 2019. V dubnu 2020 byla Iyanna Mayweather zadržena policií za údajné pobodání bývalé přítelkyně a rovněž matky jednoho Gauldenova dítěte Lapattry Lashai Jacobs. Incident se odehrál v Gauldenově domě v Houstonu. Pokud bude odsouzená za napadaní a zranění smrtící zbraní, hrozí jí i doživotí. V dubnu 2021 bylo oznámeno, že očekává osmé dítě se sedmou matkou.
V lednu 2023 se oženil se svou přítelkyní Jazlyn Mychelle Hayes, která v té době byla matkou dvou z jeho dětí.

## Diskografie

### Studiová alba
- 2018: Until Death Call My Name
- 2020: Top
- 2021: Sincerely, Kentrell
- 2022: The Last Slimeto
- 2023: I Rest My Case
- 2023: Don't Try This at Home

### Mixtape
Jen umístěné v žebříčku Billboard 200:
- 2017: A.I. YoungBoy
- 2017: Ain't Too Long
- 2017: Fed Baby's (s Moneybagg Yo)
- 2018: Master the Day of Judgement
- 2018: Decided
- 2018: Realer
- 2019: AI YoungBoy 2
- 2020: Still Flexin, Still Steppin
- 2020: 38 Baby 2
- 2020: Until I Return
- 2020: Nobody Safe (s Rich the Kid)
- 2021: From the Bayou (s Birdman)
- 2022: Colors
- 2022: Better than You (s DaBaby)
- 2022: Realer 2
- 2022: 3800 Degrees
- 2022: Ma' I Got a Family
- 2022: 3860 (s Quando Rondo)
- 2023: Richest Opp
- 2023: Decided 2

### EP
- 2018: 4Respect
- 2018: 4Freedom
- 2018: 4Loyalty
- 2018: 4WhatImportant

### Úspěšné singly
Singly umístěné v žebříčku Billboard Hot 100:
- 2017: „Untouchable“
- 2018: „No Smoke“
- 2018: „Outside Today“
- 2018: „Diamond Teeth Samurai“
- 2019: „Self Control“
- 2019: „Bandit“ (s Juice Wrld)
- 2019: „Dirty Iyanna“
- 2020: „Make No Sense“
- 2020: „All In“
- 2020: „Kacey Talk“
- 2021: „White Teeth“
- 2021: „Nevada“
- 2021: „Life Support“
- 2021: „On My Side“
- 2022: „Black Ball“ (s Birdman)
- 2022: „Bring the Hook“
- 2022: „Flossin'“ (s Internet Money)
- 2022: „Neighborhood Superstar“ (s DaBaby)
- 2022: „I Hate YoungBoy“
- 2022: „Vette Motors“
- 2022: „Late To Da Party (F*CK BET)“ (s Lil Nas X)
- 2023: „WTF“ (s Nicki Minaj)